# Ibrahim El-Masry
Ibrahim Muhammad Ibrahim El-Masry (international meist Ibrahim El-Masry, arabisch إبراهيم محمد إبراهيم المصري, DMG Ibrāhīm Muḥammad Ibrāhīm al-Maṣrī, * 11. März 1989 in Kairo) ist ein ägyptischer Handballspieler. Der 1,92 m große Kreisläufer spielt seit 2013 für den ägyptischen Erstligisten Al Ahly SC und steht zudem im Aufgebot der ägyptischen Nationalmannschaft.

## Karriere

### Verein
Ibrahim El-Masry stand ab 2007 im Kader der Männermannschaft des Al-Nady SC 6th October aus Madinat as-Sadis min Uktubar. Nach drei Jahren ging der Kreisläufer, der vor allem in der Abwehr eingesetzt wird, zu Ittihad El-Shorta in Kairo. In der Saison 2012/13 konnte er mit El-Shorta in die Phalanx der beiden dominierenden Vereine Al Ahly SC und Zamalek SC einbrechen und wurde Zweiter hinter Al Ahly. Im Anschluss nahm ihn Al Ahly unter Vertrag. Seitdem gewann er mehrere Meisterschaften, Pokale und internationale Wettbewerbe.

### Nationalmannschaft

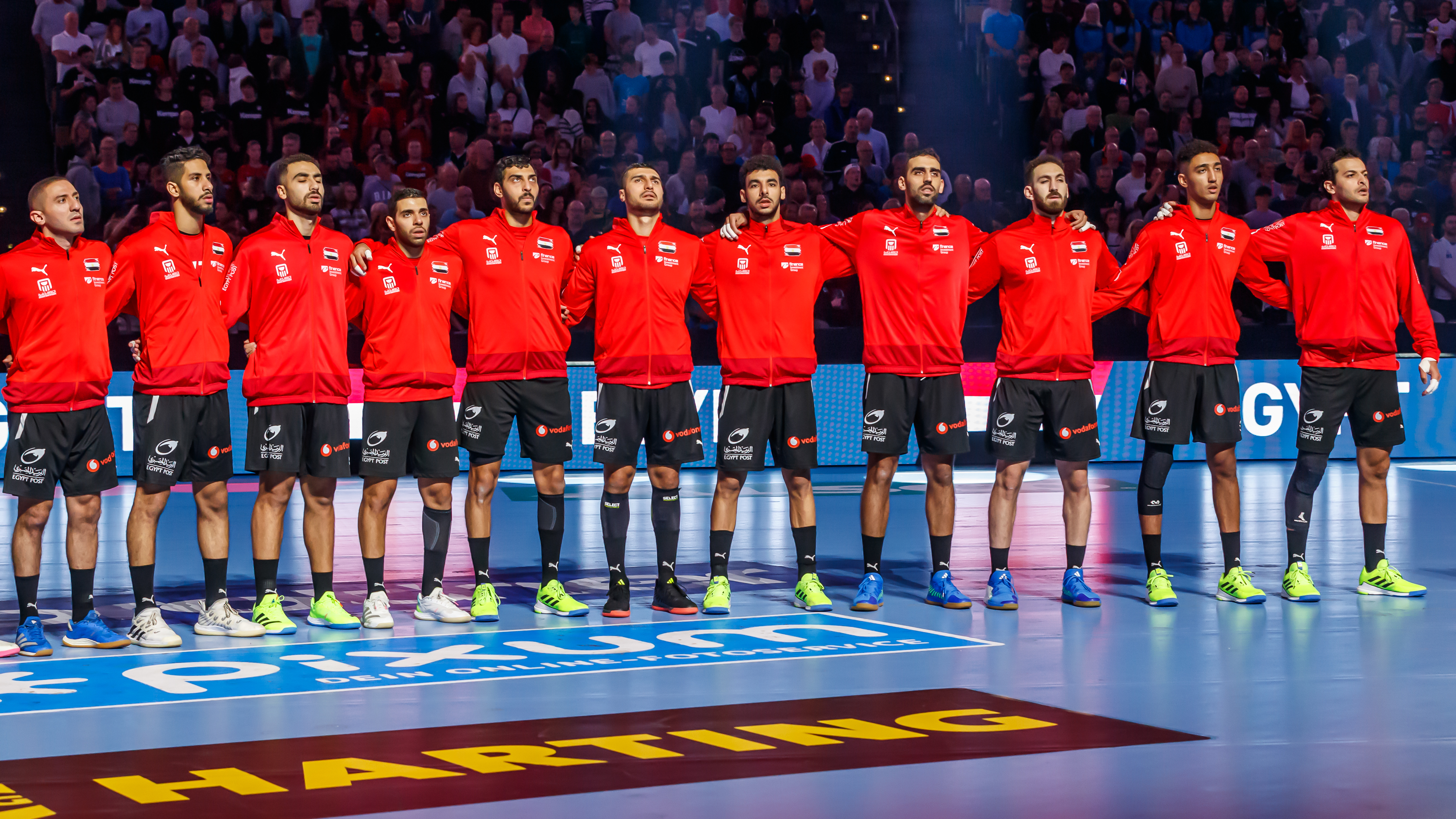
Ibrahim El-Masry (rechts) im Aufgebot Ägypten am Tag des Handballs am 5. November 2023 in München

Mit der ägyptischen A-Nationalmannschaft nahm Ibrahim El-Masry an den Weltmeisterschaften 2013, 2015, 2017, 2019 und 2021 sowie an den Olympischen Spielen in Rio de Janeiro und an den Olympischen Spielen in Tokio teil.
Bei den Mittelmeerspielen 2013 und den Afrikameisterschaften 2020 und 2022 gewann er mit der Auswahl die Goldmedaille. Bei der Weltmeisterschaft 2025 warf er ein Tor in sieben Spielen und belegte mit dem Team den 5. Platz.
El-Masry bestritt bisher 281 Länderspiele, in denen er 85 Tore erzielte.

### Erfolge
- mit Al Ahly SC
  - 4× Ägyptischer Meister: 2014, 2015, 2017, 2018
  - 4× Ägyptischer Pokalsieger: 2014, 2019, 2020, 2021
  - 1× CAHB-Champions-League-Sieger: 2016
    - Finalist: 2018

  - 3× Afrikanischer Pokalsieger der Pokalsieger: 2017, 2018, 2021
    - Finalist: 2014, 2015, 2019

  - 2× Afrikanischer Supercupsieger: 2017, 2022

- mit der Nationalmannschaft
  - Olympische Spiele: 4. Platz 2020
  - Weltmeisterschaft: 7. Platz 2021
  - Afrikameisterschaft: Gold 2020 und 2022, Silber 2018
  - Mittelmeerspiele: Gold 2013, Silber 2022